# Důl Panguna
Důl Panguna je jedním z největších povrchových měděných dolů nejen v Papui Nové Guineji, ale i na světě. Nachází se na ostrově Bougainville, ve stejnojmenném autonomním území (provincii) tichomořského státu Papua Nová Guinea. Těžbu a zpracování rudy zde provozovala společnost Bougainville Copper Limited až do roku 1989 a i po uzavření zůstal důl ve vlastnictví této společnosti.

## Geografická poloha
Ložisko se nachází v pohoří Crown Prince Range v centrální části ostrova Bougainville v oblasti s nadmořskou výškou od 500 až do 1200 metrů. V této oblasti jsou prameniště některých bougainvilleských řek (Jaba, Bovo). Zeměpisné souřadnice centrální části povrchového dolu jsou -6.3166667 severní šířky  a 155.4933333 východní délky. Ostrov Bougainville je součástí melanéského sopečného oblouku, nejaktivnější bougainvilleská sopka Bagana je od dolu Panguna vzdálená necelých 40 km vzdušnou čarou směrem na severozápad.

## Historie
Již v roce 1930 byla v lokalitě Kupei na ostrově Bougainville objevena ložiska zlata a krátce poté bylo zlato nalezeno také u zhruba 5,5 km vzdálené Panguny. Tato ložiska měděných rud a zlata byla těžena v menším rozsahu až do roku 1941, kdy byl ostrov okupován Japonci. V 60. letech 20. století geologové z Port Moresby na základě dřívějších poznatků zahájili  v pohoří Crown Prince Range nový průzkum. 

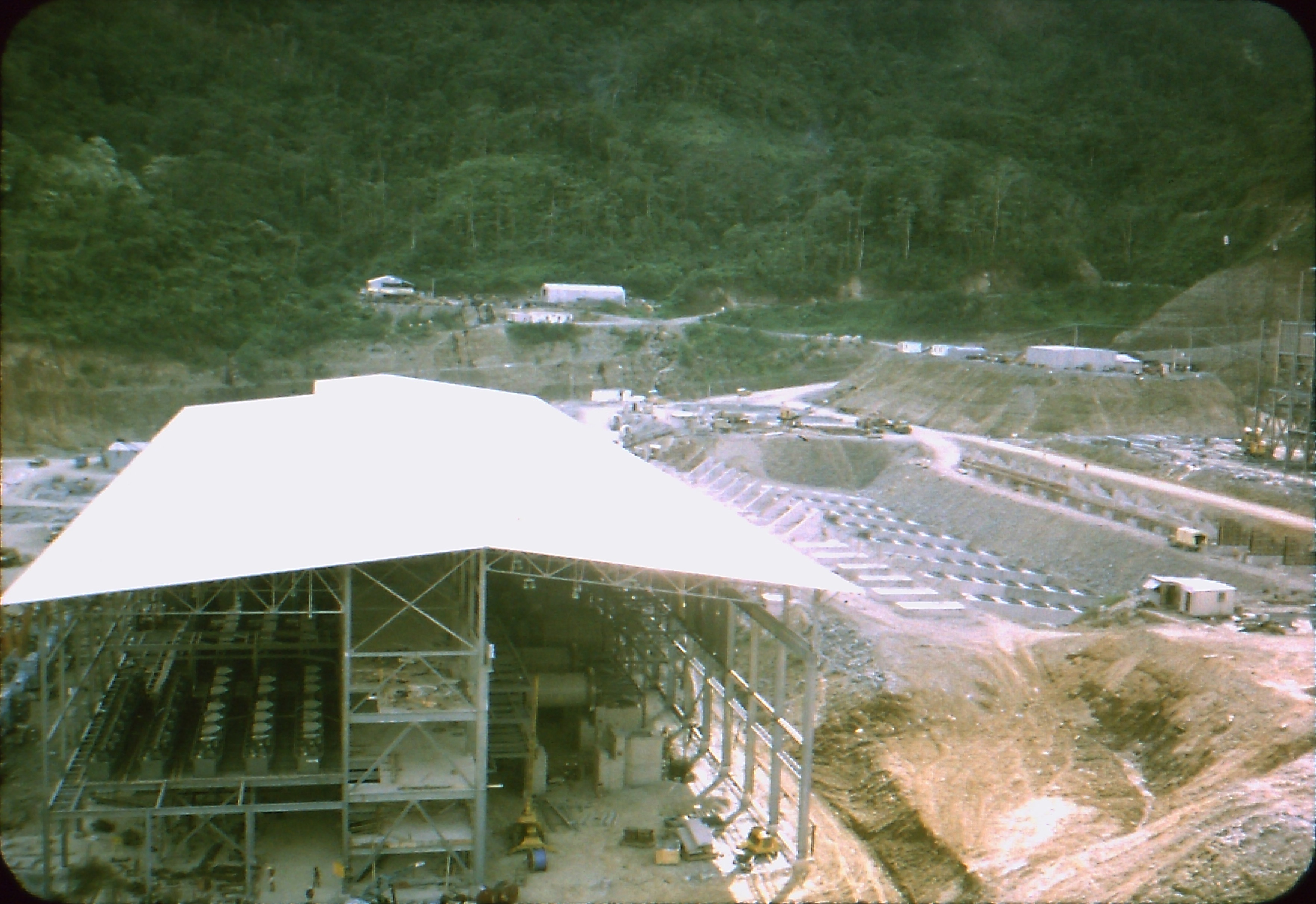
Výstavba závodu na zpracování měděného koncentrátu (rok 1971)

Průzkum lokality o rozloze 13 km², vykazující geologickou anomálii, probíhal v letech 1964 až 1969. V roce 1969 započaly přípravné práce na zahájení těžby nedávno objeveného mimořádně velkého ložiska měděné rudy v lokalitě Panguna. V dubnu roku 1972 společnost Bougainville Copper Limited, dceřiná firma Conzinc Rio Tinto of Australia, australské pobočky nadnárodního těžařského gigantu Rio Tinto, zde oficiálně zahájila těžbu a provoz zpracovatelského závodu. Důl produkoval koncentrát mědi, který obsahoval také významné množství zlata a stříbra. Těžba byla zastavena 15. května 1989 v důsledku občanské války a vojenských operací na ostrově a od té doby zůstal důl uzavřený.
Během 17 let těžby byly z vyprodukovaného koncentrátu získány tři miliony tun mědi, 306 tun zlata a 784 tun stříbra, což v tomto období představovalo přibližně 44% vývozu z Papuy Nové Guiney. Pro potřebu dolu a zpracovatelských provozů bylo během uvedených let v dole Panguna zapracováno a vyučeno na 12 000 zaměstnanců, z nichž zhruba 1000 získalo kvalifikaci na úrovni středního vzdělání a 400 na úrovni vyššího odborného vzdělání.

## Ekologická rizika
Těžba v dole Panguna měla i své negativní dopady. Místní obyvatelé a představitelé ostrova poukazovali na to, že řeka Jaba byla silně znečištěna těžkými kovy. Důsledkem toho mělo být narození dětí se zdravotním postižením a dokonce mizení některých živočišných druhů, konkrétně netopýrů. Obyvatelé Bougainville nemohli být spokojeni ani se situací, že vláda Papuy Nové Guineje sice měla dvacetiprocentní podíl ve vlastnictví společnosti Bougainville Copper Ltd, avšak na obyvatele ostrova připadlo obvykle jen 0,5–1,25% z celkového zisku. Pokud by mělo dojít k obnovení těžby, podle prohlášení Bougainville Copper Ltd. z roku 2011 by důlní společnost musela přezkoumat způsob ukládání odpadů.

## Změna vlastníka
Dne 1. července 2016 převedla společnost Rio Tinto, hlavní akcionář Bougainville Copper Limited, 53,8% svého podílu akcií do vlastnictví správy ostrova Bougainville. Akcie byly převedeny ve prospěch majitelů pozemků v Panguně i všech obyvatel ostrova. Převod vlastnictví dolu byl zároveň prezentován jako vyjádření podpory budoucímu vyhlášení nezávislosti Bougainville..